# Неотропско флористичко царство
Неотропско флористичко царство (лат. Neotropis) је флористичко царство које обухвата југоисточне делове Северне Америке, јужне делове Средње Америке, Карипска острва, Галапагос и већи део Јужне Америке (изузев крајњег југа).

## Вегетација Неотропског флористичког царства
У оквиру овог флористичког царства налазе се следећи зонобиоми: тропске кишне шуме, саване, степе и пустиње.

## Флора Неотропског флористичког царства
У неотропима постоји око 30 ендемичних фамилија скривеносеменица, међу којима су Bromeliaceae, Cannaceae, Julianiaceae. Такође, велики број фамилија је присутан и у Палеотропском флористичком царству.